# Liste der Naturdenkmale in Celle
Die Liste der Naturdenkmale in Celle enthält die Naturdenkmale in der Stadt Celle im Landkreis Celle in Niedersachsen.
Am 31. Dezember 2016 waren in Celle 7 Naturdenkmale verzeichnet.

## Naturdenkmale
| Bild            | Bezeichnung                                | Ort, Lage                            | Beschreibung | Schutzzweck | Nummer        |
| --------------- | ------------------------------------------ | ------------------------------------ | --- | ----------- | ------------- |
| Fotos hochladen | Sumpfzypresse                              | (52° 37′ 28,4″ N, 10° 4′ 33,1″ O)    | Echte Sumpfzypresse, Taxodium distichum                                                                             |             | ND CE-S 00001 |
| Fotos hochladen | Mammutbaum                                 | (52° 37′ 46,8″ N, 10° 5′ 27,4″ O)    | |             | ND CE-S 00002 |
| Fotos hochladen | 5 Pyramideneichen                          | (52° 38′ 49,3″ N, 10° 5′ 10,7″ O)    | |             | ND CE-S 00003 |
| Fotos hochladen | 3 Eichen                                   | (52° 34′ 27,4″ N, 10° 6′ 44,6″ O)    | |             | ND CE-S 00006 |
| Fotos hochladen | Eiche                                      | (52° 35′ 43,1″ N, 10° 8′ 0,1″ O)     | |             | ND CE-S 00007 |
| Fotos hochladen | 22 Huteeichen                              | (52° 37′ 52,4″ N, 10° 1′ 41,5″ O)    | |             | ND CE-S 00008 |
| Fotos hochladen | Eiche                                      | (52° 34′ 38,7″ N, 10° 5′ 22,4″ O)    | |             | ND CE-S 00009 |
| Fotos hochladen | Sandtrockenrasen und Sumpfgelände bei Boye | Boye (52° 38′ 12,8″ N, 10° 1′ 48″ O) | Seit Juni 2015 Teil des Naturschutzgebiets Untere Allerniederung bei Boye. Nicht mehr als Naturdenkmal verzeichnet. |             | ND CE-S 00010 |